# Armbrustschützenbrunnen
Fontanna strzelcy (z niem: Armbrustschützenbrunnen) - ustawiona w parku Hallerwiese, czyli na dawnej łące nad rzeką Pegnitz za murami miasta, gdzie strzelcy miejscy doskonalili swój kunszt strzelecki.

## Źródła
- Elke Masa: Freiplastiken in Nürnberg. Plastik, Denkmale und Brunnen im öffentlichen Raum der Stadt. Verlag Ph. C. W. Schmidt, Neustadt (Aisch) 1994, ISBN 3-87707-479-0, S. 415 f.